# Hilton Hanoi Opera

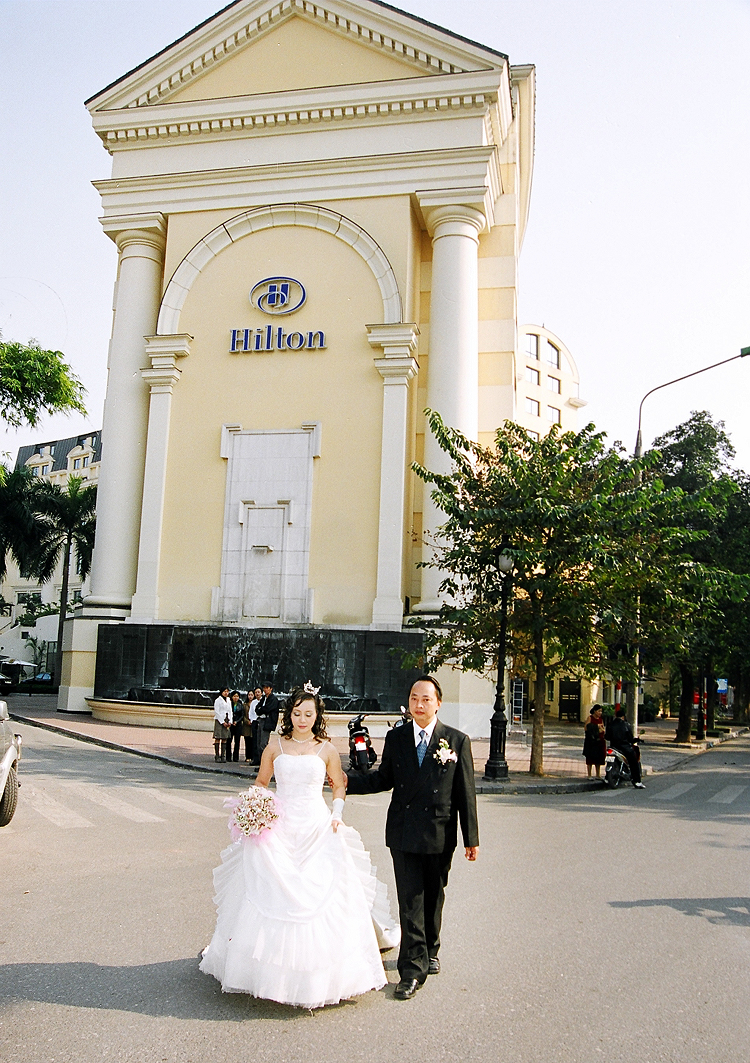
Thác nước trước cửa khách sạn

Hilton Hanoi Opera là một khách sạn nằm tại khu phố cổ trung tâm Hà Nội. Giải thưởng Du lịch Thế giới từng đánh giá nơi đây là Khách sạn hàng đầu Việt Nam trong năm năm liên tiếp 2004-2008. Khách sạn có các dịch vụ như hồ bơi ngoài trời có tầm nhìn ra Nhà hát lớn, phòng tập thể dục, phòng spa và tắm hơi, ẩm thực Việt Nam, quán bar nhạc jazz, phòng khiêu vũ và phòng chức năng.
Có lẽ điều được chú ý hơn cả chính là tên của khách sạn thường được tù nhân người Mỹ bị bắt trong chiến tranh Việt Nam dùng một cách mỉa mai để gọi nhà tù Hỏa Lò, trại giam lính Mỹ từ năm 1964 đến năm 1973; Hilton Hanoi Opera mở cửa sau đó 26 năm, vào năm 1999.